# Регулярний кокс
Регулярний кокс (англ. regular coke) — петролейний кокс з доброю графітизовністю, який характеризується комбінацією властивостей, що значно відрізняється від
металургійного коксу, але не досягає рівня преміумного коксу.
Такими властивостями є: оптична анізотропія, оборотне
термічне видовження та низький вміст золи. Використовується
для виготовлення синтетичних волокон та графітних матеріалів.